# Ilian Bergala
Ilian Bergala est un acteur français né le 28 février 1996 aux Lilas en Île-de-France.

## Biographie
Ilian Bergala est né aux Lilas en 1996, son père est gérant de société et sa mère, journaliste et réalisatrice. À douze ans, il prend des cours de comédie au Théâtre de l'Épouvantail avant d'intégrer, en 2010, le Cours Florent.
En 2012, il fait sa première apparition au cinéma dans Rue Mandar d'Idit Cebula, puis joue dans des courts-métrages et des productions télévisées. Deux ans plus tard, il décroche le rôle du petit-ami de Louane Emera dans La Famille Bélier d'Éric Lartigau. Un premier rôle important dans un grand succès public. Il est aussi un des principaux protagonistes du téléfilm Le Premier été de Marion Sarraut.
Après un second rôle dans Un sac de billes, adaptation du roman de Joseph Joffo par Christian Duguay, il est choisi par Gaël Morel pour incarner le fils de Sandrine Bonnaire dans Prendre le large.
En 2018, il joue dans le téléfilm Jonas de Christophe Charrier.

## Filmographie

### Cinéma

#### Longs métrages
- 2012 : Rue Mandar d'Idit Cebula : Haïm
- 2014 : La Famille Bélier d'Éric Lartigau : Gabriel Chevignon
- 2016 : La Dream Team de Thomas Sorriaux : Philippe Belloc
- 2017 : Un sac de billes de Christian Duguay : Albert Joffo
- 2017 : Prendre le large de Gaël Morel : Jérémy
- 2020 : #Jesuislà d'Éric Lartigau : David

#### Courts métrages
- 2014 : Le Tableau de Laurent Achard : le jeune homme
- 2014 : Petit homme de Jean-Guillaume Sonnier : un apprenti
- 2015 : Belle Gueule d'Emma Benestan : Baptiste
- 2017 : Villégiatures de Frédéric Carpentier : Vivien
- 2019 : Le Sevrage des agneaux de Paul Brihaye :
- 2019 : Vortex de Kristell Chenut et Vincent Lacrocq : Thom
- 2022 : Succulente d'Eliott Margueron
- 2022 : Championne de Déborah Lukumuena : l'hôte de la soirée
- 2022 : Un loup dans la nuit de Naomi Grand : Antho
- 2023 : Ils s'aiment d'Ulysse Josselin
- 2024 : De l'eau sous les ponts de Naomi Grand : Brian

### Télévision

#### Téléfilms
- 2014 : Le Premier été de Marion Sarraut : Sébastien
- 2018 : Jonas de Christophe Charrier : Léonard

#### Séries télévisées
- 2014 : Candice Renoir, saison 2, épisode 1 La Vérité sort de la bouche des enfants de Nicolas Picard-Dreyfuss : Kevin Bercou
- 2017 : Alice Nevers, le juge est une femme, saison 22, épisode 1 Les Liens du sang d'Éric Le Roux : Benjamin Desplat
- 2018 : Profilage, saison 9, épisode 8 Charnel de Juliette Roudet : Thomas Rocher adolescent
- 2019 : Capitaine Marleau, saison 3, épisode 3 Quelques maux d'amour de Josée Dayan : Jérémie
- 2021 : Diana Boss : Yvan
- 2022 : Capitaine Marleau, saison 4, épisode 9 Héros malgré lui de Josée Dayan : Cyril Duprat
- 2024 : La Recrue d'Alexandre Coffre (mini-série) : Esteban Angelo

## Théâtre
- 2017 : C'est un peu comme des montagnes russes de la classe libre du Cours Florent, mise en scène Igor Mendjisky, Théâtre Firmin-Gémier - La Piscine